# Llista d'asteroides/165501-165600
| Nom      | Designació provisional | Data de descobriment | Lloc de descobriment | Descobridor/s |
| -------- | ---------------------- | -------------------- | -------------------- | ------------- |
| 165501 - | 2001 BH65              | 26 de gener de 2001  | Socorro              | LINEAR        |
| 165502 - | 2001 BY67              | 31 de gener de 2001  | Socorro              | LINEAR        |
| 165503 - | 2001 BF69              | 31 de gener de 2001  | Socorro              | LINEAR        |
| 165504 - | 2001 BS72              | 27 de gener de 2001  | Haleakala            | NEAT          |
| 165505 - | 2001 BV76              | 26 de gener de 2001  | Socorro              | LINEAR        |
| 165506 - | 2001 BN79              | 21 de gener de 2001  | Socorro              | LINEAR        |
| 165507 - | 2001 CO1               | 1 de febrer de 2001  | Socorro              | LINEAR        |
| 165508 - | 2001 CA3               | 1 de febrer de 2001  | Socorro              | LINEAR        |
| 165509 - | 2001 CO4               | 1 de febrer de 2001  | Socorro              | LINEAR        |
| 165510 - | 2001 CF5               | 1 de febrer de 2001  | Socorro              | LINEAR        |
| 165511 - | 2001 CN6               | 1 de febrer de 2001  | Socorro              | LINEAR        |
| 165512 - | 2001 CQ6               | 1 de febrer de 2001  | Socorro              | LINEAR        |
| 165513 - | 2001 CT8               | 1 de febrer de 2001  | Socorro              | LINEAR        |
| 165514 - | 2001 CA11              | 1 de febrer de 2001  | Socorro              | LINEAR        |
| 165515 - | 2001 CH11              | 1 de febrer de 2001  | Socorro              | LINEAR        |
| 165516 - | 2001 CA14              | 1 de febrer de 2001  | Socorro              | LINEAR        |
| 165517 - | 2001 CZ14              | 1 de febrer de 2001  | Socorro              | LINEAR        |
| 165518 - | 2001 CT16              | 1 de febrer de 2001  | Socorro              | LINEAR        |
| 165519 - | 2001 CV17              | 1 de febrer de 2001  | Socorro              | LINEAR        |
| 165520 - | 2001 CX18              | 2 de febrer de 2001  | Socorro              | LINEAR        |
| 165521 - | 2001 CC19              | 2 de febrer de 2001  | Socorro              | LINEAR        |
| 165522 - | 2001 CD20              | 3 de febrer de 2001  | Socorro              | LINEAR        |
| 165523 - | 2001 CF20              | 3 de febrer de 2001  | Socorro              | LINEAR        |
| 165524 - | 2001 CM22              | 1 de febrer de 2001  | Anderson Mesa        | LONEOS        |
| 165525 - | 2001 CK23              | 1 de febrer de 2001  | Anderson Mesa        | LONEOS        |
| 165526 - | 2001 CQ23              | 1 de febrer de 2001  | Anderson Mesa        | LONEOS        |
| 165527 - | 2001 CY23              | 1 de febrer de 2001  | Anderson Mesa        | LONEOS        |
| 165528 - | 2001 CK28              | 2 de febrer de 2001  | Anderson Mesa        | LONEOS        |
| 165529 - | 2001 CE33              | 13 de febrer de 2001 | Socorro              | LINEAR        |
| 165530 - | 2001 CG33              | 13 de febrer de 2001 | Socorro              | LINEAR        |
| 165531 - | 2001 CD37              | 15 de febrer de 2001 | Nogales              | Tenagra II    |
| 165532 - | 2001 CG40              | 13 de febrer de 2001 | Socorro              | LINEAR        |
| 165533 - | 2001 CB47              | 13 de febrer de 2001 | Kitt Peak            | Spacewatch    |
| 165534 - | 2001 CC47              | 13 de febrer de 2001 | Kitt Peak            | Spacewatch    |
| 165535 - | 2001 DZ                | 16 de febrer de 2001 | Nogales              | Tenagra II    |
| 165536 - | 2001 DC6               | 16 de febrer de 2001 | Socorro              | LINEAR        |
| 165537 - | 2001 DN9               | 16 de febrer de 2001 | Socorro              | LINEAR        |
| 165538 - | 2001 DV9               | 16 de febrer de 2001 | Socorro              | LINEAR        |
| 165539 - | 2001 DQ14              | 17 de febrer de 2001 | Nogales              | Tenagra II    |
| 165540 - | 2001 DV19              | 16 de febrer de 2001 | Socorro              | LINEAR        |
| 165541 - | 2001 DS20              | 16 de febrer de 2001 | Socorro              | LINEAR        |
| 165542 - | 2001 DY22              | 17 de febrer de 2001 | Socorro              | LINEAR        |
| 165543 - | 2001 DK29              | 17 de febrer de 2001 | Socorro              | LINEAR        |
| 165544 - | 2001 DE30              | 17 de febrer de 2001 | Socorro              | LINEAR        |
| 165545 - | 2001 DE36              | 19 de febrer de 2001 | Socorro              | LINEAR        |
| 165546 - | 2001 DL36              | 19 de febrer de 2001 | Socorro              | LINEAR        |
| 165547 - | 2001 DM37              | 19 de febrer de 2001 | Socorro              | LINEAR        |
| 165548 - | 2001 DO37              | 19 de febrer de 2001 | Socorro              | LINEAR        |
| 165549 - | 2001 DM39              | 19 de febrer de 2001 | Socorro              | LINEAR        |
| 165550 - | 2001 DH40              | 19 de febrer de 2001 | Socorro              | LINEAR        |
| 165551 - | 2001 DZ40              | 19 de febrer de 2001 | Socorro              | LINEAR        |
| 165552 - | 2001 DS42              | 19 de febrer de 2001 | Socorro              | LINEAR        |
| 165553 - | 2001 DZ43              | 19 de febrer de 2001 | Socorro              | LINEAR        |
| 165554 - | 2001 DA44              | 19 de febrer de 2001 | Socorro              | LINEAR        |
| 165555 - | 2001 DD44              | 19 de febrer de 2001 | Socorro              | LINEAR        |
| 165556 - | 2001 DO45              | 19 de febrer de 2001 | Socorro              | LINEAR        |
| 165557 - | 2001 DR46              | 19 de febrer de 2001 | Socorro              | LINEAR        |
| 165558 - | 2001 DN47              | 17 de febrer de 2001 | Kitt Peak            | Spacewatch    |
| 165559 - | 2001 DL48              | 16 de febrer de 2001 | Socorro              | LINEAR        |
| 165560 - | 2001 DJ51              | 16 de febrer de 2001 | Socorro              | LINEAR        |
| 165561 - | 2001 DV52              | 17 de febrer de 2001 | Socorro              | LINEAR        |
| 165562 - | 2001 DD57              | 16 de febrer de 2001 | Kitt Peak            | Spacewatch    |
| 165563 - | 2001 DK57              | 16 de febrer de 2001 | Kitt Peak            | Spacewatch    |
| 165564 - | 2001 DF62              | 19 de febrer de 2001 | Socorro              | LINEAR        |
| 165565 - | 2001 DL66              | 19 de febrer de 2001 | Socorro              | LINEAR        |
| 165566 - | 2001 DA81              | 26 de febrer de 2001 | Oizumi               | T. Kobayashi  |
| 165567 - | 2001 DU82              | 22 de febrer de 2001 | Kitt Peak            | Spacewatch    |
| 165568 - | 2001 DG83              | 22 de febrer de 2001 | Kitt Peak            | Spacewatch    |
| 165569 - | 2001 DG91              | 20 de febrer de 2001 | Socorro              | LINEAR        |
| 165570 - | 2001 DX91              | 20 de febrer de 2001 | Kitt Peak            | Spacewatch    |
| 165571 - | 2001 DE92              | 20 de febrer de 2001 | Kitt Peak            | Spacewatch    |
| 165572 - | 2001 DL97              | 17 de febrer de 2001 | Socorro              | LINEAR        |
| 165573 - | 2001 DE102             | 16 de febrer de 2001 | Socorro              | LINEAR        |
| 165574 - | 2001 DH105             | 16 de febrer de 2001 | Anderson Mesa        | LONEOS        |
| 165575 - | 2001 DR107             | 20 de febrer de 2001 | Kitt Peak            | Spacewatch    |
| 165576 - | 2001 DC108             | 16 de febrer de 2001 | Anderson Mesa        | LONEOS        |
| 165577 - | 2001 EA                | 2 de març de 2001    | Haleakala            | NEAT          |
| 165578 - | 2001 EZ2               | 3 de març de 2001    | Kitt Peak            | Spacewatch    |
| 165579 - | 2001 EA4               | 2 de març de 2001    | Anderson Mesa        | LONEOS        |
| 165580 - | 2001 ES9               | 2 de març de 2001    | Anderson Mesa        | LONEOS        |
| 165581 - | 2001 ER14              | 15 de març de 2001   | Socorro              | LINEAR        |
| 165582 - | 2001 EA17              | 3 de març de 2001    | Socorro              | LINEAR        |
| 165583 - | 2001 EF22              | 15 de març de 2001   | Anderson Mesa        | LONEOS        |
| 165584 - | 2001 EX22              | 15 de març de 2001   | Kitt Peak            | Spacewatch    |
| 165585 - | 2001 EY22              | 15 de març de 2001   | Kitt Peak            | Spacewatch    |
| 165586 - | 2001 FH8               | 18 de març de 2001   | Socorro              | LINEAR        |
| 165587 - | 2001 FW9               | 20 de març de 2001   | Eskridge             | G. Hug        |
| 165588 - | 2001 FG18              | 19 de març de 2001   | Anderson Mesa        | LONEOS        |
| 165589 - | 2001 FQ22              | 21 de març de 2001   | Anderson Mesa        | LONEOS        |
| 165590 - | 2001 FY23              | 19 de març de 2001   | Socorro              | LINEAR        |
| 165591 - | 2001 FU28              | 19 de març de 2001   | Socorro              | LINEAR        |
| 165592 - | 2001 FJ30              | 20 de març de 2001   | Haleakala            | NEAT          |
| 165593 - | 2001 FU31              | 22 de març de 2001   | Kitt Peak            | Spacewatch    |
| 165594 - | 2001 FT40              | 18 de març de 2001   | Socorro              | LINEAR        |
| 165595 - | 2001 FV40              | 18 de març de 2001   | Socorro              | LINEAR        |
| 165596 - | 2001 FA41              | 18 de març de 2001   | Socorro              | LINEAR        |
| 165597 - | 2001 FL43              | 18 de març de 2001   | Socorro              | LINEAR        |
| 165598 - | 2001 FB46              | 18 de març de 2001   | Socorro              | LINEAR        |
| 165599 - | 2001 FT47              | 18 de març de 2001   | Socorro              | LINEAR        |
| 165600 - | 2001 FW49              | 18 de març de 2001   | Socorro              | LINEAR        |